# 中国新聞ニュース
『中国新聞ニュース』（ちゅうごくしんぶんニュース）は、RCC中国放送で放送されている中国新聞協力のローカルニュースである。
以前は広島テレビ放送（HTV）や広島ホームテレビ（HOME）でも同タイトルのニュース枠があった。また、隣県の山口県にある山口放送（KRY）でもラジオの山口県内ニュースが同タイトルを名乗ることがある。
RCCテレビでは、中国新聞の他にRCC自社報道・JNN各局の取材源も使用する関係上『RCC NEWS』（アールシーシーニュース）のタイトル（単独番組時代は和文表記）となっていたが、2011年10月以降は単独番組として編成されていない。ただし、ローカルニュース放送時の後方のセットには『RCC NEWS』のロゴが掲示されていた。2022年7月から 『TBS NEWS DIG』に準拠した『RCC NEWS DIG Powered by JNN』のロゴが掲示されている。
『JNNフラッシュニュース』で広島県内で重要な事件・災害などが発生した際に、RCCテレビでローカルニュースに差し替える際には、同タイトルのままでの放送となる。
過去には共同テレビジョンニュース社制作・CBCテレビ発（実際には共同テレビの親会社であるフジテレビジョンの映像素材を使用していたため、CX裏送りを配信していた）の『共同テレニュース』を『中国新聞ニュース』と改題して放送していたほか、中国新聞との提携による夕刊・朝刊の早版番組や深夜のフィラー番組『中国新聞文字ニュース』も放送されていた。

## 放送時間
いずれも2019年現在のJST。

### RCCテレビ
かつては、日曜の17:50 - 18:00に『RCC NEWS』を単独枠として放送していたが、2011年10月に同枠が『Nスタ』への内包となって以降、単独枠で放送していない。
テロップ類は基本的に番組を問わず『JNN NEWS』汎用のデザインを使用している（名前テロップのみ背景のない太ゴシック体）が、『イマナマ!』や日曜日（『報道特集』休止時の土曜日や年末年始の平日の一部も含む）の『Nスタ』では、VTR中のみ『Nスタ』に準拠したデザインが使われている（『イマナマ!』では名前テロップや項目テロップに同番組独自のものを使用）。
『THE TIME,』ならびに土日朝の『JNN NEWS』内に関しては前夜に事前収録（火曜 - 土曜は『イマナマ!』のMC陣、日曜・月曜は前夜のテレビ・ラジオのニュース担当アナ）したものが放送されている（緊急時は生放送に差し替え）。

### RCCラジオ
基本的に全国ニュース2項目、ローカルニュース1項目を伝える。
Radikoの画面上では中国新聞の名前を出さず、イメージ画像では局舎の写真に「RCC NEWS」の文字か「広島家族 RCC」のロゴのいずれかが、番組名のテキストでは「ニュース」と表示されている。
毎時55分を基本とするが、『おひるーな』など一部のワイド番組や、放送枠が各ワイド番組のエンディング時間にあたる場合は、55分を前後することが多い。
最終ニュースでは、毎週火～金曜日は21:55-22:00頃、毎週月・土曜日は22:55-23:00頃、毎週日曜日は20:55-21:00頃に放送。
放送時間
平日
- 7:55/8:50 (本名正憲のおはようラジオ内包)
- 9:55/10:55 (ごぜん様さま内包)
- 12:55(月 - 木曜のジェーン・スー生活は踊る内包）
- 12:55/13:55 (金曜のみ、すっぴんブギ内包)
- 15:55 (月 - 木曜はえんまん。、金曜はFRIDAYヒーローに内包)
- 18:40 (下半期のみ。月曜はそれ聴け!Veryカープ!、火 - 金曜は夕暮れ全力タイムズ　ラジオポストマン内包)
- 18:50 (上半期の月曜のみ、それ聴け!Veryカープ!内包)
- 21:55 (火 - 金曜のみ。また、『RCCカープナイター』が当該時間まで延長の場合には中止となる。)
- 22:55 (月曜のみ)

土曜日
- 10:55
- 12:55
- 13:55
- 14:55 (下半期のみ、サンドウィッチマン ザ・ラジオショーサタデー！内包『RCCカープデーゲーム中継』が当該時間まで放送する場合には中止となる。)
- 22:55 (『RCCカープナイター』が当該時間まで延長の場合には中止となる。)

日曜日
- 8:55 (ONE-J内包)
- 20:55 (『RCCカープナイター』が当該時間まで放送する場合には中止となる。)

#### RCCショートニュース
2023年3月28日（27日深夜）に放送開始。放送時間は2023年9月末までは火曜から金曜の4時35分から4時45分（月曜から木曜の深夜）、同年10月から火曜と水曜（月曜と火曜の深夜）の同時間に変更・短縮。主な内容はRCCテレビでその日（前日）に放送された広島県内のニュースを10分間にわたって音声で送るもの。なお、RCCテレビでイマナマ!などのニュース・情報番組が短縮又は休止の場合は、この番組も休止し、「Good Sound Music」など代替番組を立てる。
2024年3月29日（28日深夜）をもって、放送を終了し、後番組として、水曜日から金曜日に限って、ニッポン放送制作の『上柳昌彦 あさぼらけ』がネットされる。なお、火曜日は『ロックバラードは眠らない』と『お悩みカイホウショッピング』が放送される。

## 担当キャスター
テレビ・ラジオとも基本的にRCCアナウンサーの担当だが、ラジオの場合は稀に他部署（報道・スポーツ・営業・広報・制作や役員など）に異動した元アナウンサーの在職社員や、外部所属のフリーアナウンサー（RCC元社員を含む）が担当することもあった。またRCCアナウンサーでも横山雄二は、2021年4月に久々に担当するまで、テレビ・ラジオともニュースの担当がなかった期間が長期間続いていた。
『おひるーな』では、新型コロナウイルス感染拡大以前にスタジオを分離するまで、ニュース終了後に時折時間調整のため番組パーソナリティとニュース担当アナウンサーとのフリートークをする場合があった。

## 関連番組
- イマナマ! - 2020年1月より、当該番組内のローカルニュースパートとして『イマナマ! NEWS』が 16:55 - 17:30 と 18:15 - 18:30 に放送されている。
- JNN NEWS
- Nスタ
- 報道特集
- News23
- S☆1
- THE NEWS（終了）
- RCCニュース6 - かつて放送されていた平日夕方のローカルニュース番組。1976年4月 - 1990年3月（第1期）に放送後、別タイトルのニュース番組・情報ワイド番組を挟んで、2009年4月 - 2019年12月（第2期）に再び放送されていた。また第1期のごく初期のころは、ニュース6に先駆けて17:50ｰ18:00に、共同テレニュースの内容をそのままネットする形で中国新聞ニュースを放送したことがあった。